# میو (ایران)
میو، روستایی از توابع بخش اسیر شهرستان مهر در استان فارس ایران است.

این روستا در دهستان دشت لاله قرار دارد و براساس سرشماری مرکز آمار ایران در سال ۱۳۸۵، جمعیت آن ۹۶ نفر (۱۸خانوار) بوده‌است.